# 1769 Carlostorres
1769 Carlostorres este un asteroid din centura principală, descoperit pe 25 august 1966, de Zenon Pereyra.